# Museu Vitória e Alberto
Victoria and Albert Museum (frequentemente abreviado para V&A e em português: Museu Vitória e Alberto) é um museu de Londres; talvez o maior museu de artes decorativas e design, dispondo de uma coleção permanente superior a 4,5 milhões de objetos.
Foi fundado em 1852  e passou por inúmeras reformulações, inclusive de nome. As suas coleções mostram 5 000 anos de arte, desde os tempos antigos até ao presente, preservando mobílias, quadros, peças de roupa e outros elementos interessantes que remontam épocas passadas.

## História

### Cronologia da fundação
O Victoria and Albert Museum tem suas origens na Grande Exposição de 1851, com a qual Henry Cole, o primeiro diretor do museu, esteve envolvido no planejamento. A principio, o museu era conhecido como o Museu dos Manufacturas, aberto pela primeira vez em maio de 1852 em Marlborough House (sendo em setembro, transferido para Somerset House). Suas coleções abrangiam arte e ciência aplicada e várias das exposições da Exposição foram compradas para formar o núcleo da coleção do Victoria and Albert Museum.
Em fevereiro de 1854, foram feitas algumas discussões para transferir o museu para o seu endereço atual e ele foi renomeado como "Museu South Kensington". Em 1855, o arquiteto alemão Gottfried Semper, a pedido de Cole, produziu um projeto para o museu, que pelo alto preço demandado, foi rejeitado pela Câmara de Comércio.

#### Abertura oficial e mudança de nome
A abertura oficial foi feita pela Rainha Victoria em 22 de junho de 1857. No ano seguinte, foram introduzidas aberturas noturnas, possibilitando o uso de iluminação a gás e permitindo que a classe trabalhadora visitasse o museu em horários que lhes fossem mais convenientes, impulsionando a indústria produtiva.
Nos primeiros anos do museu, sua coleção foi muito enfatizada como posição à "High Art" (que seria uma arte da a"alta-sociedade"). George Wallis (1811-1891), o primeiro Guardião de Coleção de Belas Artes, promoveu apaixonadamente a ideia da educação artística por meio das coleções do museu, o que levou à transferência do acervo para o museu da Escola de Design que havia sido fundada em 1837 na Somerset House; que após a transferência, ficou conhecido como "Escola de Arte" ou "Escola de Formação de Arte", mais tarde, tornando-se o "Royal College of Art", alcançando sua independência total em 1949. Desde a década de 1860 até a década de 1880, as coleções científicas foram movidas do endereço principal do museu para várias galerias improvisadas. Em 1893, o "Museu da Ciência" passou a existir, efetivamente, no momento em que um diretor foi nomeado.
A primeira pedra do prédio Aston Webb foi colocada em 17 de maio de 1899, momento em que aconteceu também a última aparição pública oficial da rainha Victoria. Foi durante esta cerimônia que a principal mudança de nome aconteceu, e o Museu South Kensington passou finalmente a chamar-se Museu Victoria and Albert.
Para celebrar o centenário da renomeação de 1899, o museu organizou a exposição "A Grand Design", que passou pela América do Norte em 1997 (nos Museu de Arte de Baltimore, Museu de Belas Artes, Boston, Museu Real de Ontário, Toronto, Museu das Belas Arts, Houston e os Museus de Belas Artes de São Francisco), retornando a Londres em 1999. Para acompanhar e apoiar a exposição, o museu publicou o livro "Grand Design", que tem leitura on-line disponível no site.

## Arquitetura do museu
Todas as partes da área em torno do museu Victoria & Albert têm uma história complexa. Fundado em maio de 1852, não foi até 1857 que o museu ganhou a forma que tem hoje. A área de Londres em que é localizado o museu era antes conhecida como Bromptom, mas mudou o seu nome para South Kensington. A área era ocupada pelo Brompton Park House, uma casa que antes era utilizada como galeria temporária pelo museu, mas acabou se tornando o V&A Museum of Childhood. O primeiro prédio a ser erguido, e que ainda faz parte do museu, foi o Sheepshanks Gallery, em 1857, no lado leste do jardim. Seu arquiteto foi o engenheiro civil Francis Fowke. Outra expansão foi de responsabilidade do mesmo arquiteto, as galerias Turner e Vernon, construídas entre 1858-59 para guardar as coleções, que mais tarde foram transferidas para a Tate Gallery. Atualmente, as galerias Turner e Vernon são usadas como galerias que expões pinturas e tapeçarias, respectivamente. Ambos os prédios localizados ao norte e sul da área foram construídos em seguida e abriram suas portas em junho de 1862. Atualmente estes prédios são usados como galerias que expõe exposições temporárias e estão localizados logo atrás a Galeria Sheepshanks. Na região norte da área está situado o Secretariat Wing, também construído em 1862, onde ficam os escritórios e salas de reunião. Esta parte não é aberta ao público. 
Um esquema de decoração foi desenvolvida para essas áreas construídas entre 1857 e 1862: uma série de mosaicos em que as figuras centrais seriam artistas do período medieval e do período da renascença. Atualmente esses mosaicos estão espalhados por várias áreas do museu. Neste período, algumas obras de Lord Leighton foram iniciadas, mas nunca finalizadas, são elas: Industrial Arts as Applied to War and Industrial Arts Applied to Peace. Na parte leste do museu havia outras galerias arquitetadas por outro design, Owen Jones, mas nenhuma decoração ainda permanece. As galerias remanescentes acabaram se transformando em novas galerias. Todo o trabalho da parte norte da área foi pensado e construído entre 1864-69. O estilo adotado para essa parte do museu foi o da Renascença Italiana, com o uso de terracota (argila), tijolos e mosaicos. A faixada do norte é a também a entrada principal do museu, contendo portas de bronze, com design de James Gamble and Reuben Townroe, com seis painéis com figuras de artistas: Humphry Davy (quiímica); Isaac Newton (astronomia); James Watt (mecânica); Donato Bramante (arquitetura); Michelangelo (escultura); e Titciano (pintura). Os painéis representam a variedade que pode ser encontrada nas coleções exibidas pelo museu. 

## Coleções
O Victoria & Albert Museum é dividido em quatro departamentos de coleções: Ásia; Móveis, têxteis e moda; Escultura, trabalho em metal, cerâmica e vidro; e Palavra e imagem. Os curadores do museu cuidam dos objetos na coleção e fornecem acesso a objetos que não estão atualmente em exibição para o públicos. Os departamentos são ainda divididos em dezesseis áreas de exibição, combinando mais de 6,5 milhões de objetos, lembrando que nem todos os itens são exibidos no museu. Há um repositório na Blythe House, West Kensington, bem como instituições anexas administradas pelo V&A, e o Museu costuma emprestar suas exposições a outras instituições. A tabela a seguir lista cada uma das coleções exibidas e o número de objetos dentro da coleção.
| Coleções                                                                | Número de itens |
| ----------------------------------------------------------------------- | --------------- |
| Arquitetura                                                             | 2 050 000       |
| Ásia (Asia)                                                             | 160 000         |
| Galerias Britânicas (British Galleries)                                 | ...             |
| Cerâmicas (Ceramics)                                                    | 74 000          |
| Infância (Childhood) - anexa                                            | 20 000          |
| Contemporâneo (Contemporary)                                            | ...             |
| Moda e Jóias (Fashion & Jewellery)                                      | 28 000          |
| Mobília (Furniture)                                                     | 14 000          |
| Vidro (Glass)                                                           | 6 000           |
| Trabalhos de Metal (Metalwork)                                          | 31 000          |
| Pinturas e desenhos (Paintings & Drawings)                              | 202 500         |
| Fotografia (Photography)                                                | 500 000         |
| Impressões e livros (Prints & Books)                                    | 1 500 000       |
| Escultura (Sculpture)                                                   | 17 500          |
| Têxteis (Textiles)                                                      | 38 000          |
| Teatro (Theatre) - inclui a coleção da sala de leitura do Teatro do V&A | 1 905 000       |

O museu tem 145 galerias, mas dada a vasta extensão das coleções, apenas uma pequena porcentagem está em exibição. Muitas aquisições só foram possíveis com a assistência do Fundo Nacional de Coleções de Arte (National Art Collections Fund).

### Moda
A coleção de roupas do V&A é a maior encontrada na Inglaterra, contendo mais de 14 000 peças, além de acessórios, que vêm de 1600 até os anos atuais. Croquis de roupas, livros contendo desenhos e outros trabalhos registrados em papel ficam no departamento de Palavra e Imagem. Como as roupas do dia-a-dia das eras anteriores acabaram não chegando aos dias atuais, grande parte da coleção é composta por roupas feitas para ocasiões especiais. Um dos presentes mais significativos recebidos pelo V&A chegou em 1913, quando o museu recebeu da Harrods uma coleção do Talbot Hughes contendo 1 422 roupas para o acervo.
Alguns dos itens mais velhos fazem parte da coleção de vestimentas medievais, especialmente Opus Anglicanum. Um dos itens mais importantes desta coleção é o terno de casamento do rei James II de Inglaterra, que pode ser visto nas Galerias Britânicas. 
Em 1971, Cecil Beaton foi o curador de uma exposição de 1200 peças de roupas e acessórios da alta moda do século XX, incluindo vestidos de gala usados por socialites como Patricia Lopez-Willshaw, Gloria Guinness and Lee Radziwill, e atrizes como Andrey Hepburn e Ruth Ford. Após a exposição, Beaton doou parte dos itens exibidos para o museu em nome de suas antigas donas.
Em 1999, o V&A começou uma série de eventos de desfiles ao vivo dentro do próprio museu, evento com o nome "Moda em Movimento", em que eram mostrados itens de coleções fashion históricas significantes. O primeiro desfile foi feito por Alexander McQueen em junho de 1999. Desde então, o museu foi palco de desfiles de diversos designers, incluindo Anna Sui, Tristan Webber, Elspeth Gibson, Chunghie Lee, Jean Paul Gaultier, Missoni, Gianfranco Ferré, Christian Lacroix, Kenzo and Kansai Yamamoto, entre outros.
Em 2002, o V&A adquiriu uma coleção Costiff contendo 178 roupas de Vivienne Westwood. Outros designers famosos que tinham roupas nesta coleção incluíam nomes como Coco Chanel, Hubert de Givenchy, Christian Dior, Cristóbal Balenciaga, Yves Saint Laurent, Guy Laroche, Irene Galitzine, Mila Schön, Valentino Garavani, Norman Norell, Norman Hartnell, Zandra Rhodes, Hardy Amies, Mary Quant, Christian Lacroix, Jean Muir e Pierre Cardin. Atualmente, o museu continua adquirindo peças da moda moderna para suas coleções. 
O V&a tem um programa de conservação para suas roupas. Em 2008, por exemplo, um vestido Dior de 1954 foi restaurado para estar em condições de ser exibido na Golden Age of Couture. 

### Joias
A coleção de joias do V&A contém pouco mais 6 000 itens e é uma das maiores coleções de todo o mundo, incluindo peças que datam do período do Antigo Egito até os dias atuais, assim como desenho de designs de joias. O museu tem peças de joalheiros famosos como Cartier, Jean Schlumberger, Peter Carl Fabergé, Andrew Grima, Hemmerle e Lalique. Outros itens da coleção incluem vestidos com ornamentos de diamantes feitos para Catarina II da Rússia, braceletes que pertenceram à Maria Antonieta e o colar de esmeralda que pertenceu à família Beauharnais - dado como um presente de Napoleão Bonaparte à Hortênsia de Beauharnais em 1806.
No Victoria and Albert Museum também há joias contemporâneas exclusivas de James Rivière, considerado o mais importante projeto de joias do século XX, incluindo o trabalho Optical Titanio Diago. Este pingente exclusivo do joalheiro de Milão James Rivière (nascido em 1949) é um exemplo interessante e relativamente precoce de titânio sendo usado em joalheria. O desenho do pingente, com sua padronização em camadas de linhas paralelas, foi influenciado pela Op ou Optical Art, e se relaciona com os temas explorados por Rivière a partir do final da década de 1960. Os anos 70 viram muita experimentação com novos materiais em joalheria. Entre os mais coloridos estava o titânio de metal refratário, com sua coloração de superfície iridescente alcançada pela passagem de correntes elétricas controladas através do metal.
A coleção internacional de joias modernas do museu inclui peças com design de Gijs Bakker, Onno Boekhoudt, Peter Chang, Gerda Flockinger, Lucy Sarneel, Dorothea Prühl e Wendy Ramshaw, além de joias tradicionais africanas e asiáticas. Outros legados do V&A incluem uma coleção e 154 pedras preciosas que pertenceram ao reverendo Chauncey Hare Townshend em 1869, joias de diamante datadas dos séculos XVIII e XIX que pertenceram à Lady Cory em 1951 e mais de 800 joias datadas do começo do século XIX. Uma nova galeria de joias, fundada por William e Judith Bollinger, foi aberta no V&A no dia 28 de maio de 2008.

### Livros
No V&A está localizada a National Art Library (Biblioteca de Arte Nacional, em português), uma biblioteca pública que contém mais de 750 000 livros, fotografias, desenhos e pinturas. A National Art Library é uma das maiores bibliotecas do mundo dedicadas ao estudo das artes. A biblioteca tem livros dedicados a todas as áreas e períodos que remetem às coleções do museu, com coleções especiais de manuscritos, livros raros e cartas e arquivos de artistas. 
A biblioteca consiste em três grandes salas públicas, com cerca de 100 mesas para estudos individuais, são elas: a Sala Oeste, a Sala de Leitura e a Sala Central - esta última contendo uma coleção especial de materiais. 
Um dos tesouros da National Art Library é o Codex Forster, alguns cadernos de Leonardo da Vinci. O Codex consiste em três pequenos manuscritos, Forster I, Forster II e Forster III, datados entre os anos de 1490 e 1505. O conteúdo deles inclui uma grande coleção de rascunhos e referências à escultura encomendada pelo duque de Milão Ludovico Sforza em comemoração a seu pai, Francesco Sforza. Outro benfeitor da biblioteca é o reverendo Alexander Dyce, que deixou 14 000 livros para o museu em 1869. Entre os livros, há edições em grego e em latim de publicações de poetas e dramaturgos como Ésquilo, Aristóteles, Homero, Tito Lívio, Ovídio, Píndaro, Sófocles e Virgílio. Obras outros artistas incluem Giovanni Boccaccio, Dante, Jean Racine, François Rabelais e Molière.
Os autores cujas obras estão presentes na National Art Library são os mais diversos, como Charles Dickens e Beatrix Potter. Parte dos manuscritos da biblioteca são datados de períodos entre os séculos XII e XVI.
A coleção catalogada da National Art Library era guardada em diferentes formatos, incluindo digital e impresso. Um sistema de computador chamado MODES chegou a ser usado para catalogar o sistema entre 1980 e 1990, mas esses arquivos eletrônicos não estão disponíveis para o público. Todo o material do arquivo usa um código Encoded Archival Description (EAD) - Descrição de Arquivo Codificada, em português. O V&A tem um sistema de computadores, mas grande parte dos itens das coleções - com exceção daqueles adquiridos recentemente - não aparecem no sistema. Existe uma aba no site do museu em que se lê "Search The Collections" ("Procure pelas Coleções", em português), mas nem tudo está listado. 
A National Art Library também tem uma coleção de quadrinhos e quadrinhos de arte. Partes notáveis desta coleção incluem um Krazy Kat Arkive, contendo 4 200 quadrinhos, e 17 000 itens do autor e editor Ian Rakoff.

### Teatro
As galerias de Theatre & Performance (Teatro & Performance, em português) do V&A, antigamente conhecida como o Theatre Museum (Museu do Teatro, em português) foram abertas em março de 2009. As coleções são armazenada pelo museu e disponíveis para serem objetos de pesquisa, para exibições e outros eventos. O V&A tem a maior coleção nacional de materiais de performances ao vivo do Reino Unido desde os tempos de Shakespeare - incluindo roupas que foram usadas em peças de drama, dança, musicais e outras formas de entretenimento. As peças que estão exibidas no museu incluem fantasias, perucas, livros de roteiros e posters.